# Zimmersdorf (Wieseth)
Zimmersdorf ist ein Gemeindeteil der Gemeinde Wieseth im Landkreis Ansbach (Mittelfranken, Bayern). Zimmersdorf liegt in der Gemarkung Wieseth.

## Geographie
Der Weiler liegt am Dorfgraben, der ein Kilometer weiter östlich als rechter Zufluss in die Wieseth mündet. Im Süden grenzt das Flurgebiet Gigerthut an. Eine Gemeindeverbindungsstraße führt nach Meierndorf (1,6 km südöstlich) bzw. nach Wieseth (0,5 km nördlich).

## Geschichte
Im Jahr 1336 schenkten Anna, Agnes und Irmgard von Lentersheim dem Kloster Heilsbronn ein Gut in „Symannsdorf“. 1386 kaufte das Kloster dort weitere Güter. 1575 wurden von dem Kloster 20 Morgen Waldung erworben.
Zimmersdorf lag im Fraischbezirk des ansbachischen Oberamtes Feuchtwangen. 1732 bestand der Ort aus 4 Anwesen (1 Hof, 2 Halbhöfe, 1 Gütlein). Die Dorf- und Gemeindeherrschaft und die Grundherrschaft über alle Anwesen hatte das Verwalteramt Waizendorf. Von 1797 bis 1808 gehörte der Ort zum Justiz- und Kammeramt Feuchtwangen.
Mit dem Gemeindeedikt (frühes 19. Jahrhundert) wurde Zimmersdorf dem Steuerdistrikt und der Ruralgemeinde Wieseth zugeordnet.

### Einwohnerentwicklung
| Jahr      | 001818 | 001840 | 001861 | 001871 | 001885 | 001900 | 001925 | 001950 | 001961 | 001970 | 001987 | 002006 |
| Einwohner | 27     | 26     | 32     | 28     | 31     | 27     | 28     | 30     | 24     | 21     | 15     | 21     |
| Häuser    | 5      | 5      |        |        | 5      | 5      | 5      | 5      | 5      |        | 5      |        |
| Quelle    | [ 11 ] | [ 12 ] | [ 13 ] | [ 14 ] | [ 15 ] | [ 16 ] | [ 17 ] | [ 18 ] | [ 19 ] | [ 20 ] | [ 21 ] | [ 1 ]  |

## Religion
Der Ort ist seit der Reformation evangelisch-lutherisch geprägt und bis heute nach St. Wenzeslaus (Wieseth) gepfarrt. Die Einwohner römisch-katholischer Konfession waren ursprünglich nach St. Laurentius (Großenried) gepfarrt, heute ist die Pfarrei Herz Jesu (Bechhofen) zuständig.